# Пропозиція (політична партія)
Політична партія «Пропозиція» — українська політична партія.

## Презентація
Презентація партії відбулася 19 червня 2020 року. На ній були присутні мери таких міст:
- Дніпра — Борис Філатов,
- Миколаєва — Олександр Сєнкевич,
- Чернівців — Олексій Каспрук,
- Житомира — Сергій Сухомлин,
- Кропивницького — Андрій Райкович,
- Каховки — Андрій Дяченко.

## Історія
Раніше ця партія мала назву «Нова європейська Україна» й була зареєстрована в грудні 2014 року в Деснянському районі м. Києва.
Першим керівником партії був Валентин Никифоров, у 2018 році його замінив Руслан Гошовський. Після перейменування у квітні 2020 року на партію «Пропозиція» її новим очільником став Андрій Пильченко, а сама політсила офіційно переїхала до м. Дніпро, на вулицю Старокозацьку, буд. 58.
У 2005 році перший голова партії Валентин Никифоров працював директором ТОВ «Автобізнесстиль». Однак, загалом, інформації про нього у відкритому доступі обмаль.
Щодо Руслана Гошовського, який очолив партію «Нова європейська Україна» в липні 2018 року, то з відкритих джерел відомо, що він зареєстрований у Чернігівській області як ФОП, основним видом діяльності якого є надання послуг таксі, а також перевезення речей (переїзду) та неспеціалізована оптова торгівля. Станом на червень 2020 року Гошовський працює керівником ТОВ «АТП Еліт-таксі», зареєстрованого в столиці.
Партія «Нова європейська Україна» не брала участі в місцевих виборах 2015 року та позачергових парламентських виборах 2019 року.
3 липня до партії приєднався мер Черкас Анатолій Бондаренко.
- Лідер Асоціації сільських та селищних громад Іван Фурсенко також приєднався до партії. Він заявив про важливість розвитку та забезпечення прав сільських громад[4].

### Місцеві вибори 2020
Мер Дніпра Борис Філатов назвав першу четвірку від партії «Пропозиція» на місцевих виборах в Дніпрі:
1. Борис Філатов
2. Олександр Санжара (Секретар міськради)
3. Євгенія Дитятковська (професор-алерголог)
4. Іван Васючков (громадський активіст-антикорупціонер)

## Майно та осередки
До НАЗК партія «Нова європейська Україна» подавала порожні фінансові звіти. Єдине, що зазначено в її власності, — квартира у столиці на вулиці Гната Юри, 10/77. Саме за цією адресою партія була зареєстрована від 2018 року до свого переїзду до Дніпра. Зі звіту також видно, що партія не має жодного регіонального осередку зі статусом юридичної особи.

## Очільник
Після зміни назви партії у квітні 2020 року на «Пропозицію» її новим очільником став Андрій Пильченко з Дніпра.
Пильченко є директором Департаменту торгівлі та реклами Дніпровської міської ради. У 2015 році Андрій Пильченко очолював благодійний фонд «УКРОП», який перед проміжними виборами у 205-му окрузі в Чернігові «гречкосіїв» — роздавав продуктові набори. Нині фонд перейменовано на БО "БФ «Справа»[прояснити]. Пильченка зазначили в реєстрі головою партії під час її реєстрації, а згодом він став членом політради УКРОПу.

## ГО «Пропозиція»
За п'ять днів після перереєстрації партії «Пропозиція» за тією самою адресою (вул. Старокозацька, 58) було зареєстровано громадську організацію «Пропозиція», яку очолює Юлія Дрок.